# 漢拏山 (たばこ)
漢拏山（ハルラサン、朝鮮語: 한라산）は、KT&Gが販売しているたばこの銘柄の一つ。
これまでに数度箱のデザインが変更されている。現在は淡い水色を基調としたパッケージで、ハングルと英語でハルラサンと書かれている下に漢拏山のイラストがある。
2024年現在、韓国で発売されているたばこの中で、唯一の朝鮮語の銘柄である。
| 規格   | 数量            | 発売日       | 販売 | 備考                       |
| 漢拏山 | キング（100mm） | 1989年5月1日 | 韓国 | タール4.5mg/ニコチン0.40mg |